# Die schöne Spanierin
Die schöne Spanierin (spanisch La Spagnola) ist eine australische Tragikomödie aus dem Jahr 2001 unter der Regie von Steve Jacobs.

## Handlung
Lola ist eine temperamentvolle spanische Ehefrau und Mutter, die in den sechziger Jahren in einer australischen Kleinstadt lebt. Als ihr italienischer Mann sie für eine junge Blondine Wendy verlässt und ihr ganzes Erspartes mitnimmt, sinnt sie auf Rache und liefert sich immer neue Kleinkriege mit ihrer heranwachsenden Tochter, die den Verlust des Vaters nicht verwinden kann und gegen ihre strengen Regeln rebelliert. Erst als Lolas unorthodoxe Schwester Manola auftaucht, kehrt etwas Ruhe im Haus ein. Doch die ist schnell wieder vorbei, als der attraktive Stefano auftaucht, der zunächst Lola den Hof macht, dann aber auch ein Auge auf Lucia wirft. Das angespannte Verhältnis zwischen Mutter und Tochter gerät endgültig aus den Fugen und Lucia zieht die Konsequenzen.

## Produktion
Etwa 90 % der Dialoge werden in einer anderen Sprache als Englisch gesprochen, vor allem in einer Mischung aus Italienisch und Spanisch.

## Veröffentlichung
Die Weltpremiere des Filmes war auf dem Sydney Film Festival 2001. Die schöne Spanierin hat in Australien 477.197 $ an den Kinokassen eingespielt.
Die erste Ausstrahlung des Filmes in Deutschland fand am 9. August 2005 auf 3sat statt. Der Film wurde in der spanisch-englisch-italienischen Originalfassung mit deutschen Untertiteln gezeigt. Zum Veröffentlichung der DVD in Australien am 17. April 2002 wurde ein Dokumentation La Spagnola: Behind the Scenes und ein Kurzfilm des Regisseurs The man you know veröffentlicht.

## Kritiken
David Stratton schrieb in Variety das: Obwohl die Haupthandlung ziemlich unbedeutend ist, ist der Film voll von kleinen Zwischenfällen, von denen viele wirklich amüsant sind, auch wenn der Ton manchmal etwas unsicher ist. Aber der Film ist gut gefilmt und hat eine lebendige Musik.

## Auszeichnungen
Es war Australiens Einreichung bei den 74. Oscarverleihungen für den besten internationaler Film, wurde jedoch nicht als Kandidat akzeptiert.
| Auszeichnung                                   | Jahr | Kategorie                          | Empfänger                            | Resultat  |
| ---------------------------------------------- | ---- | ---------------------------------- | ------------------------------------ | --------- |
| Film Critics Circle of Australia Awards        | 2002 | Best Actor - Female                | Alice Ansara                         | Nominiert |
| Film Critics Circle of Australia Awards        | 2002 | Best Screenplay - Original         | Anna Maria Monticelli                | Nominiert |
| Film Critics Circle of Australia Awards        | 2002 | Best Music Score                   | Cezary Skubiszewski                  | Nominiert |
| Australian Film Institute Award                | 2001 | Best Costume Design                | Margot Wilson                        | Nominiert |
| Australian Film Institute Award                | 2001 | Best Sound                         | Peter Grace, Phil Judd, Andrew Plain | Nominiert |
| Australian Film Institute Award                | 2001 | Best Editing                       | Alexandre de Franceschi              | Nominiert |
| Australian Film Institute Award                | 2001 | Best Original Music Score          | Cezary Skubiszewski                  | Nominiert |
| Australian Film Institute Award                | 2001 | Best Production Design             | Dee Molineaux                        | Nominiert |
| Australian Film Institute Award                | 2001 | Best Actor in a Supporting Role    | Alex Dimitriades                     | Nominiert |
| Australian Film Institute Award                | 2001 | Best Actress in a Leading Role     | Alice Ansara                         | Nominiert |
| Australian Film Institute Award                | 2001 | Best Actress in a Leading Role     | Lola Marceli                         | Nominiert |
| Australian Film Institute Award                | 2001 | Best Actress in a Supporting Role  | Lourdes Bartolomé                    | Nominiert |
| Australian Film Institute Award                | 2001 | Best Original Screenplay           | Anna Maria Monticelli                | Nominiert |
| Australian Film Institute Award                | 2001 | Best Cinematography                | Steve Arnold                         | Nominiert |
| Mannheim-Heidelberg International Filmfestival | 2002 | Audience Award                     | Die schöne Spanierin                 | Gewonnen  |
| Mannheim-Heidelberg International Filmfestival | 2002 | Award of Independent Cinema Owners | Die schöne Spanierin                 | Gewonnen  |
| IF Awards                                      | 2001 | Best Editing                       | Alexandre de Franceschi              | Nominiert |
| IF Awards                                      | 2001 | Best Sound Design                  | Andrew Plain                         | Gewonnen  |

## Soundtrack
| Nr.          | Titel               | Songwriter          | Länge |
| ------------ | ------------------- | ------------------- | ----- |
| 1.           | Fight in the Dust   | Cezary Skubiszewski | 2:34  |
| 2.           | Rumba Viva          | Cezary Skubiszewski | 2:27  |
| 3.           | The Wedding         | Cezary Skubiszewski | 2:56  |
| 4.           | Abortion            | Cezary Skubiszewski | 1:48  |
| 5.           | The Day After       | Cezary Skubiszewski | 2:07  |
| 6.           | Travelling to Bruno | Cezary Skubiszewski | 2:44  |
| 7.           | Lala's Revenge      | Cezary Skubiszewski | 2:27  |
| 8.           | Manola Says Goodbye | Cezary Skubiszewski | 2:11  |
| 9.           | Lucia's Firs Kiss   | Cezary Skubiszewski | 4:24  |
| 10.          | Lucia Leaves Home   | Cezary Skubiszewski | 2:38  |
| Gesamtlänge: | Gesamtlänge:        | Gesamtlänge:        | 26:16 |